# ارس آب‌خور
ارس آب‌خور (نام علمی: Juniperus macropoda) نام یک گونه از سرده ارس است.
این درخت بومی شمال و مرکز استان بلوچستان پاکستان و جنوب شرق افغانستان است. در زبان پشتو به این درخت اوبښته (ōbəx̌ta) می‌گویند که به معنای «مکندهٔ آب» است.